# Petaurista
Petaurista é um gênero de roedores da família Sciuridae.

## Espécies
- Petaurista alborufus (Milne-Edwards, 1870)
- Petaurista elegans (Müller, 1840)
- Petaurista leucogenys (Temminck, 1827)
- Petaurista magnificus (Hodgson, 1836)
- Petaurista nobilis (Gray, 1842)
- Petaurista petaurista (Pallas, 1766)
- Petaurista philippensis (Elliot, 1839)
- Petaurista xanthotis (Milne-Edwards, 1872)